# Náměšť nad Oslavou (zámek)
Zámek Náměšť nad Oslavou je původně gotický hrad, který byl později příslušníky rodu Žerotínů přestavěn na renesanční zámek. V roce 1949 byl zámek zpřístupněn veřejnosti a byla v něm instalována kolekce tapisérií. V roce 2001 byl zámek prohlášen národní kulturní památkou. Jeho správu zajišťuje Národní památkový ústav.
V roce 2020 získal ocenění Zlatá jeřabina – Cena Kraje Vysočina za kulturní počin roku 2020, získal 1. místo kategorii Kulturní aktivita za akci Oživený zámek v Náměšti nad Oslavou.

## Historie

### Původ sídla
První zmínku o vsi Náměšti nad Oslavou obsahuje listina z roku 1234 (která je padělkem z let 1267-1275) podle ní byl svědkem jistý Budiš z Náměště, z rodu pánů z Lomnice, kteří vlastnili náměšťský hrad. Dalšími majiteli hradu byli mezi lety 1399 a 1437 páni z Kravař, později Matěj Švamberk ze Skviřína (1437–1448), Znata z Prus a z Melic (1448–1455) a Ctibor Tovačovský z Cimburka (1455–1464). V roce 1464 se hrad vrátil do rukou lomnických pánů a během následujících let bylo okolí pustošeno uherskými vojsky, tento stav trval až do sedmdesátých let.[zdroj?]

### Žerotínové
Později přešly majetky do rukou Žerotínů, získali je svatbou Libuše z Lomnice s Bedřichem ze Žerotína. Žerotínové tak později přestavěli hrad na renesanční zámek a zasloužili se také o přesun bratrské tiskárny do Kralic, kde později vznikla Kralická bible.[zdroj?]
Po bitvě na Bílé hoře byl roku 1628 Karel starší ze Žerotína nucen panství prodat císařskému generálu Albrechtu z Valdštejna, který majetky přenechal svobodnému pánovi Janu Křtiteli Verdovi z Verdenberka, jehož rodu patřily až do roku 1733. Do roku 1743 patřilo panství Adriánovi z Enkenvoirtu, později po odprodání podílů přešlo vlastnictví na hraběnku Františku Marii, provdanou za hraběte Hanuše Leopolda z Kufštejna.[zdroj?]

### Kulturní rozvoj za držby Haugviců
V roce 1752 získal celé panství nejvyšší kancléř Českého království Bedřich Vilém z Haugvic. Rod Haugviců z Biskupic se zasloužil o ekonomický, hospodářský a hlavně kulturní rozvoj panství. Zejména za Jindřicha Viléma III. (1770–1842), hudebního skladatele, jenž podporoval umění v Náměšti, vznikla zámecká kapela, čítající přes třicet instrumentalistů, 24 sboristů a 9 sólistů a barokní operní provoz. Rozsah repertoáru a kvalita provedení byly na vynikající úrovni. Hrabě se přátelil s mnoha největšími osobnostmi tehdejší hudby, například s Christophem Willibaldem Gluckem, s nímž se seznámil v době svých studií. Jeho hostem na zámku byl opakovaně také jeho přítel Antonio Salieri, který hraběti věnoval své Rekviem, které ve zdejší kapli mělo premiéru. Hraběti také dedikoval svou Gratulační kantátu a manželce Jindřicha Viléma, Žofii, vynikající harfenistce pak věnoval svou skladbu Scherzi armonici. Také jejich syn Karel Vilém byl pozoruhodnou hudební osobností, avšak za jeho správy došlo k rozpuštění kapely. Náměšťský zámek se ovšem svého času řadil mezi podobná hudebních a operní centra období baroka na Moravě, jakými byl arcibiskupský zámek v Kroměříži, zámky Jaroměřice nad Rokytnou, Holešov, ad.[zdroj?]

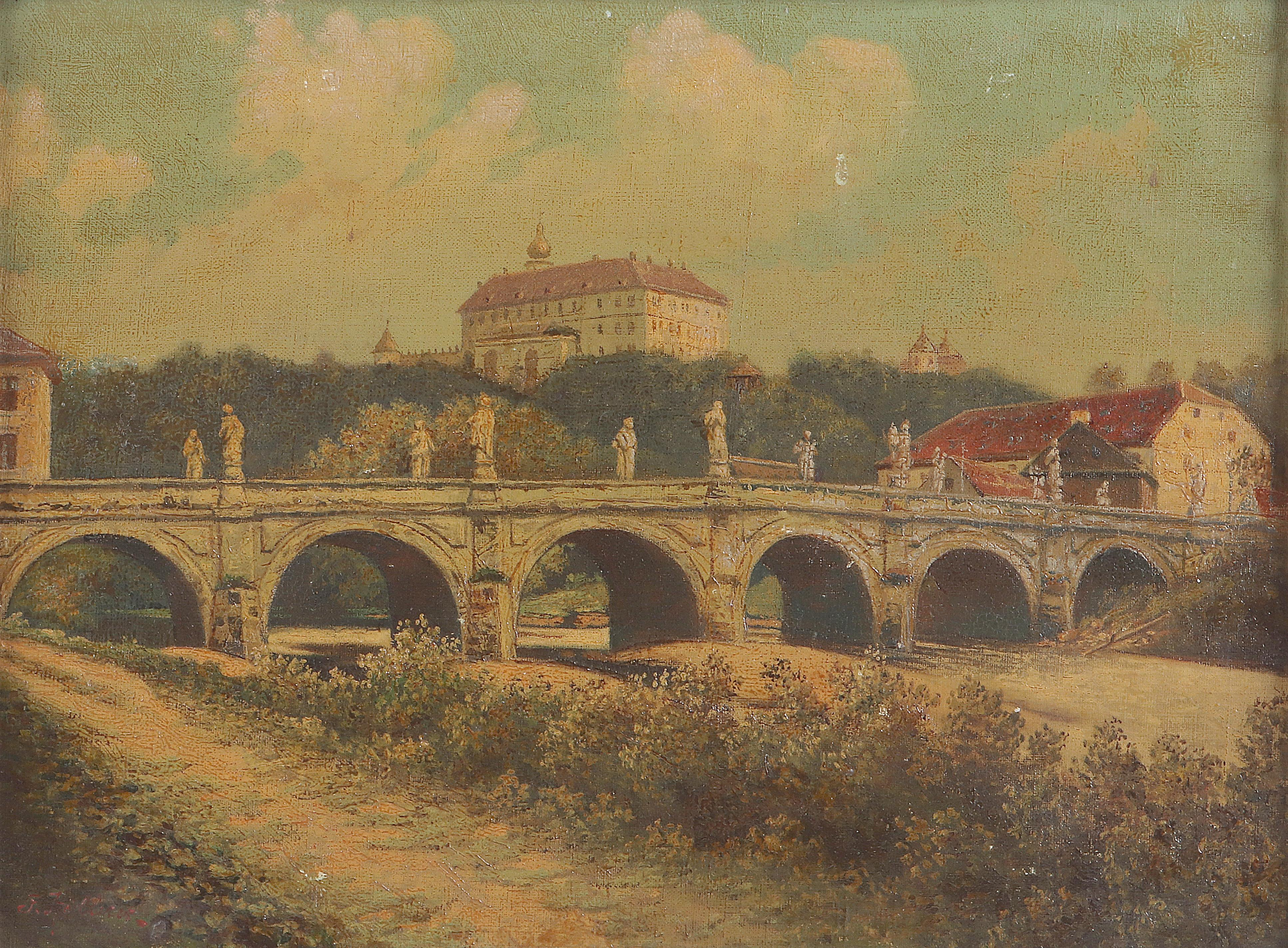
Zámek a most kolem roku 1900

Haugvicové drželi zámek s panstvím až do konce druhé světové války. Po válce byl zámek zabaven a stal se majetkem československého státu a do roku 1947 byl reprezentačním sídlem vlády. Roku 1949 byl zámek zpřístupněn veřejnosti a postupně prošel zásadní obnovou interiérů.[zdroj?]

## Současnost a rekonstrukce
V roce 2016 vyšly dvě knihy o historii a současnosti zámku a byly na několik dnů zpřístupněny dětský a královský apartmán dětí a návštěv původních majitelů zámků. V roce 2018 byly zpřístupněny opravené prvorepublikové interiéry.
| Rok  | Počet návštěvníků |
| ---- | ----------------- |
| 2015 | 14 605            |
| 2016 | 16 843            |
| 2017 | 17 198            |

Od roku 2016 proběhla rekonstrukce renesančních partií zámku: arkád na nádvoří, omítek a ostění oken, hodinové věže se vstupním portálem, sgrafit a vstupních vrat. Do roku 2018 byly opraveny arkýře ve východním průčelí zámku a arkády na nádvoří. Pískovcové části se odlupují a odpadávají. Náklady na rekonstrukci dosáhly 15 milionů korun. Investorem byly vždy Národní památkový ústav a Ministerstvo kultury ČR. V roce 2017 následovala rekonstrukce arkýře, zámeckých arkád, ostění oken, dveří a omítek vstupního křídla zámku do stavu z let 1946–1947. Ve vstupním křídle byly omítky navráceny do podoby z let 1946 a 1947. V roce 2019 Národní památkový ústav zakoupil barokní tapisérii Pallas Athéna a Arachné ze 17. století dal restaurovat kašnu se sochou Neptuna. V roce 2020 pokračovala rekonstrukce fasádou zámku ve světle okrovém tónu, odhadnutá na 15 milionů Kč. Také byly restaurovány sochy ze vstupního mostu.. Následně byl most odvodněn a izolován. V roce 2021 byla dokončena rekonstrukce části bývalého kláštera v areálu zámku. Budova byla rekonstruována na tři etapy, střední trakt byl v nejhorším stavu a byl tak rekonstruován jako první. V někdejším středním traktu vzniklo osm bytů. Z původní budovy zůstaly pouze obvodové zdi, zbytek byl obnoven nově. Další části budovy budou rekonstruovány v dalších letech.

## Památky v interiérech

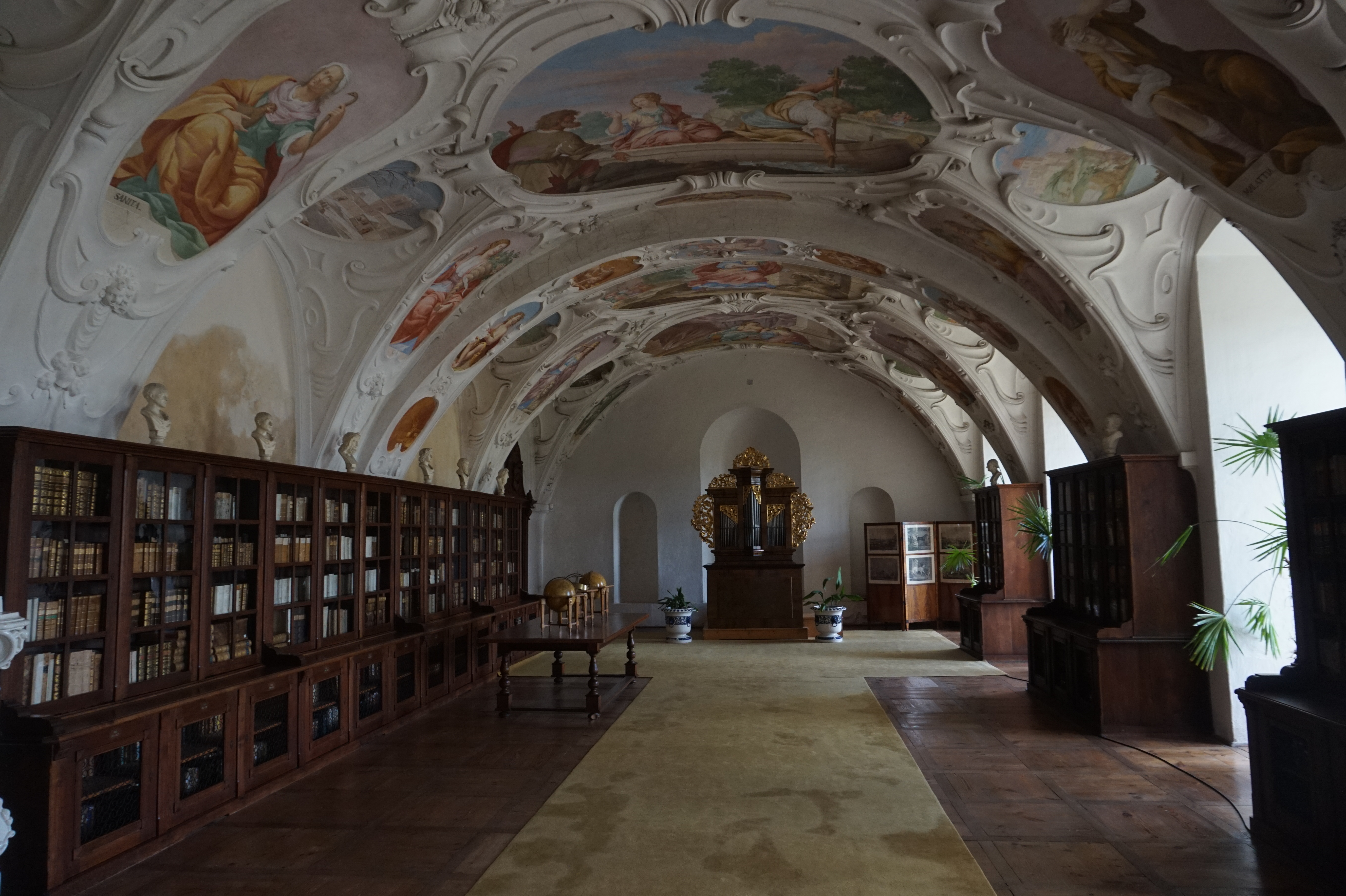
Barokní sál zámecké knihovny

- Kaple sv. Václava je vybavená čtyřmi oltáři a kazatelnou v raně barokním slohu, mezi nimi jsou volně zavěšené další obrazy; hlavní oltář sv. Václava; oltář Panny Marie Pomocné (s kopií renesanční madony Lucase Cranacha st. z katedrály v Pasově; oltář s obrazem sv. Lukáše malujícího Pannu Marii; obraz je replikou nebo kopií slavného obrazu italského mistra Guercina z let 1653–1655.[21]
- Interiéry 1. patra: kolekce nizozemských a francouzských tapisérií, renesanční a barokní pocházejí z manufaktur v Bruselu (například biblická Abigail s potravinami darovanými králi Davidovi, nebo Alegorie křesťanských ctností podle předloh Petra Pavla Rubense), další z Enghienu nebo z Gramontu, rokokové verdury a grotesky byly utkány ve francouzských dílnách v Aubussonu nebo v Beauvais.[22]
- Knihovna – klenutý barokní sál s freskami

## Významné památky interiérů

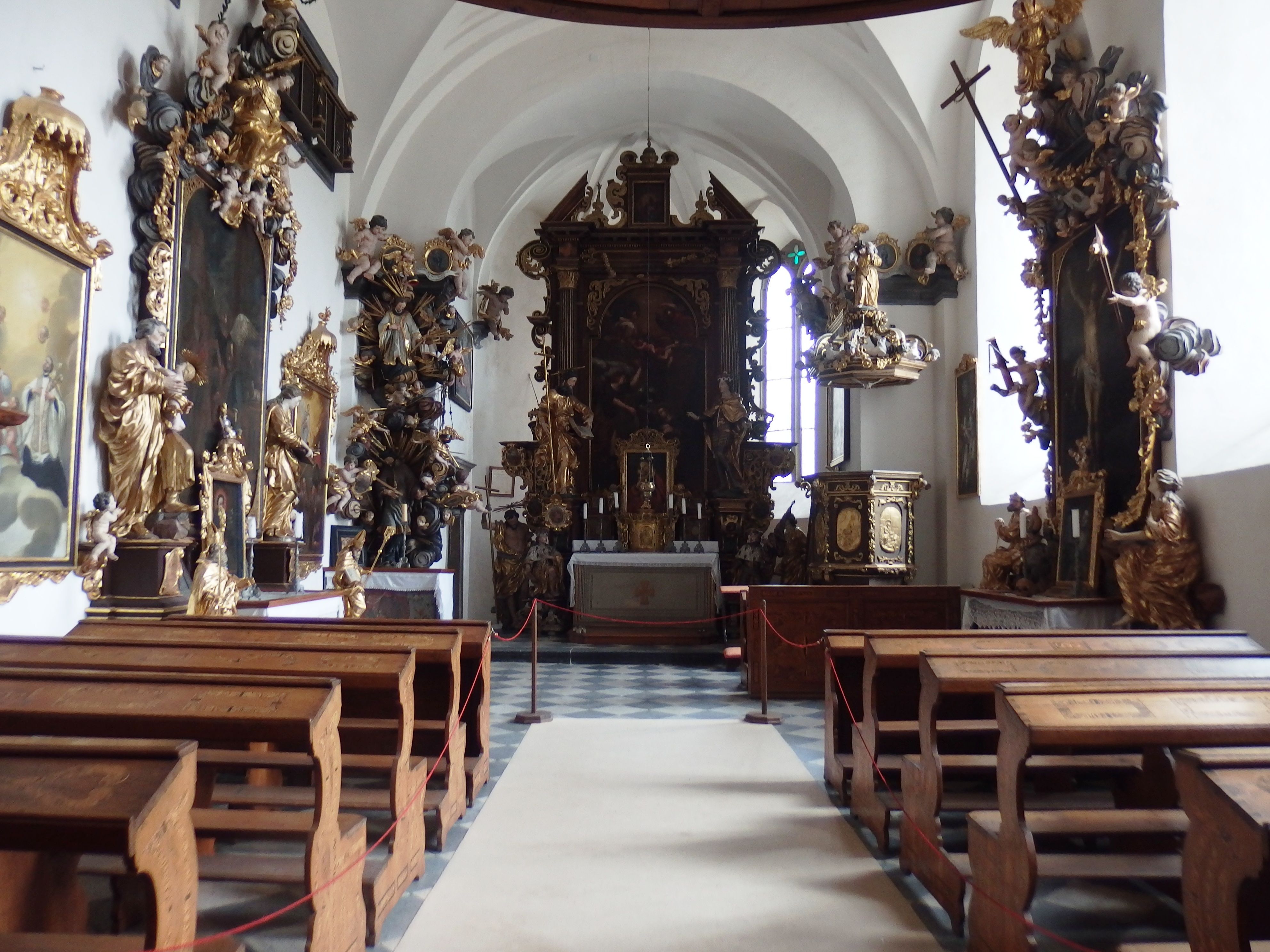
Kaple sv. Václava
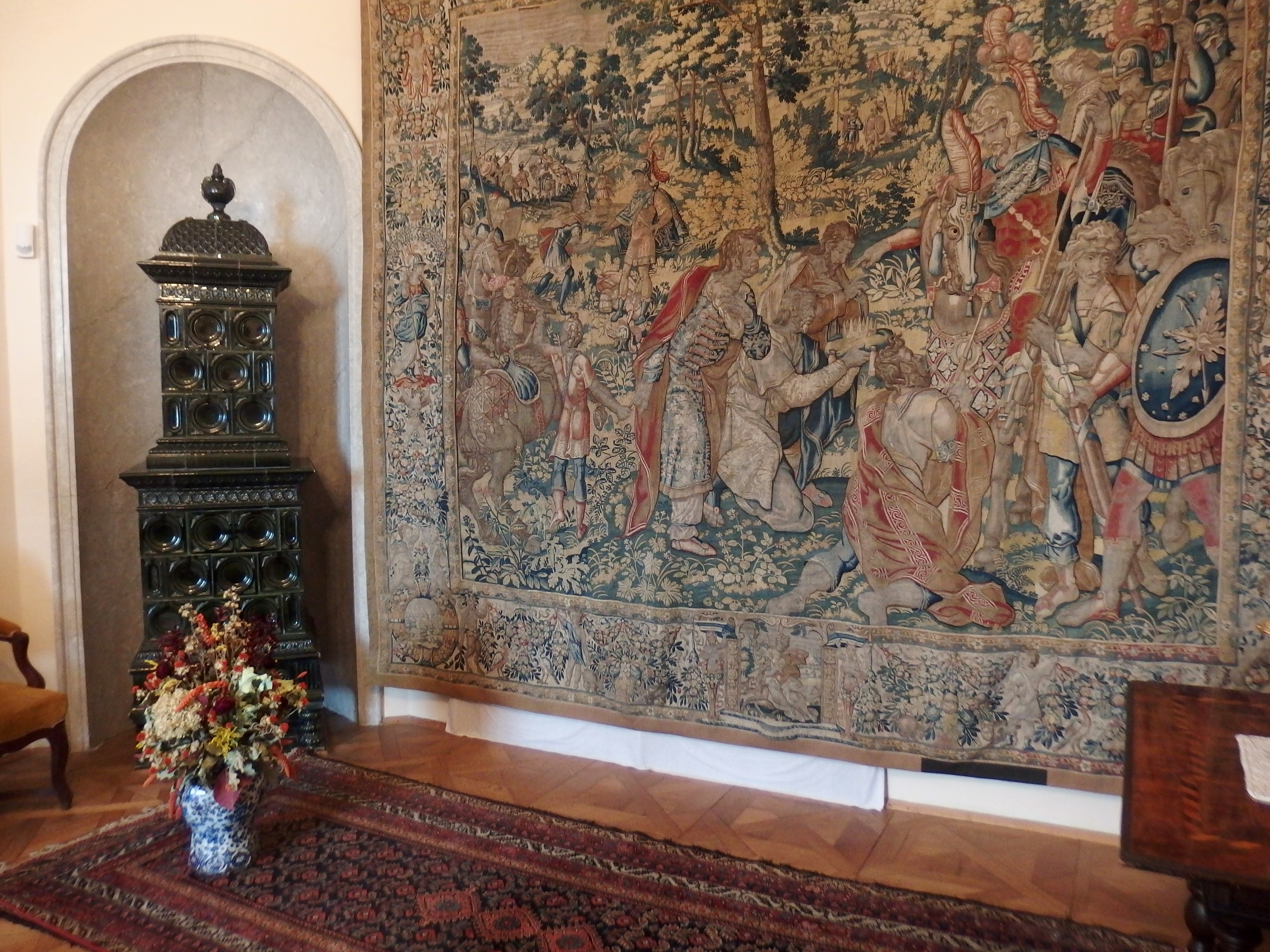
Tapisérie z antických historií
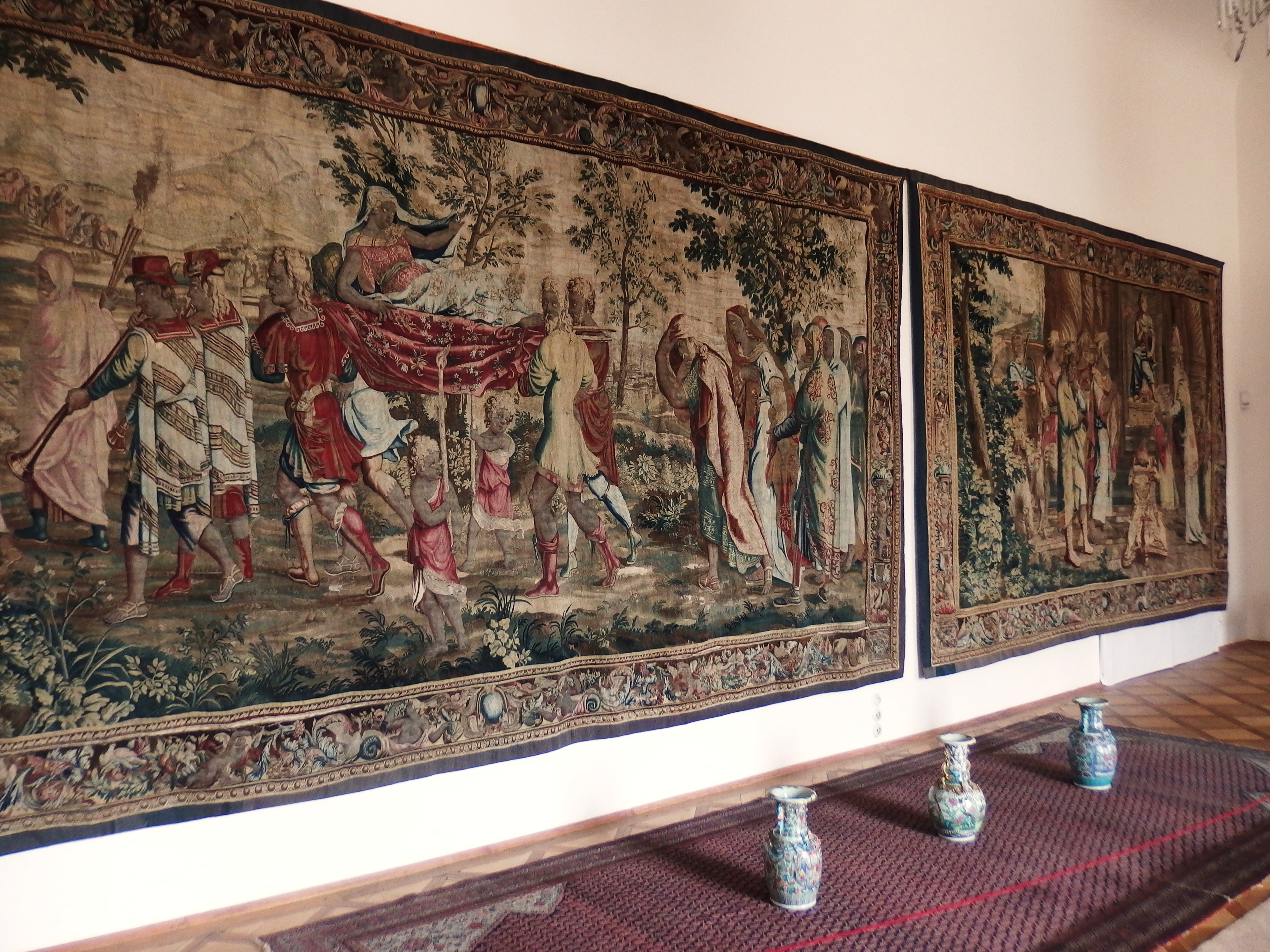
Tapisérie z antických historií
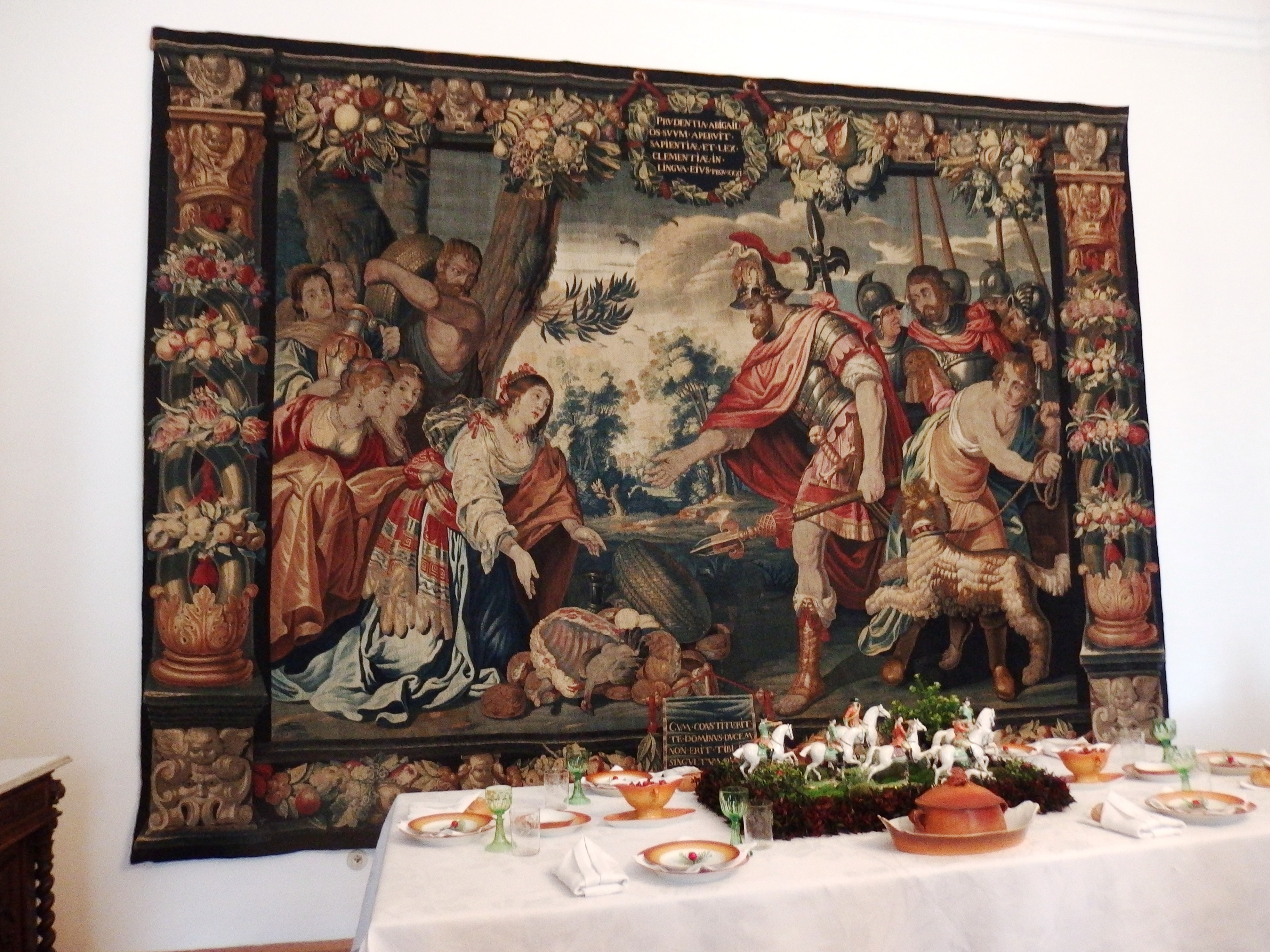
Tapisérie David a Abigail
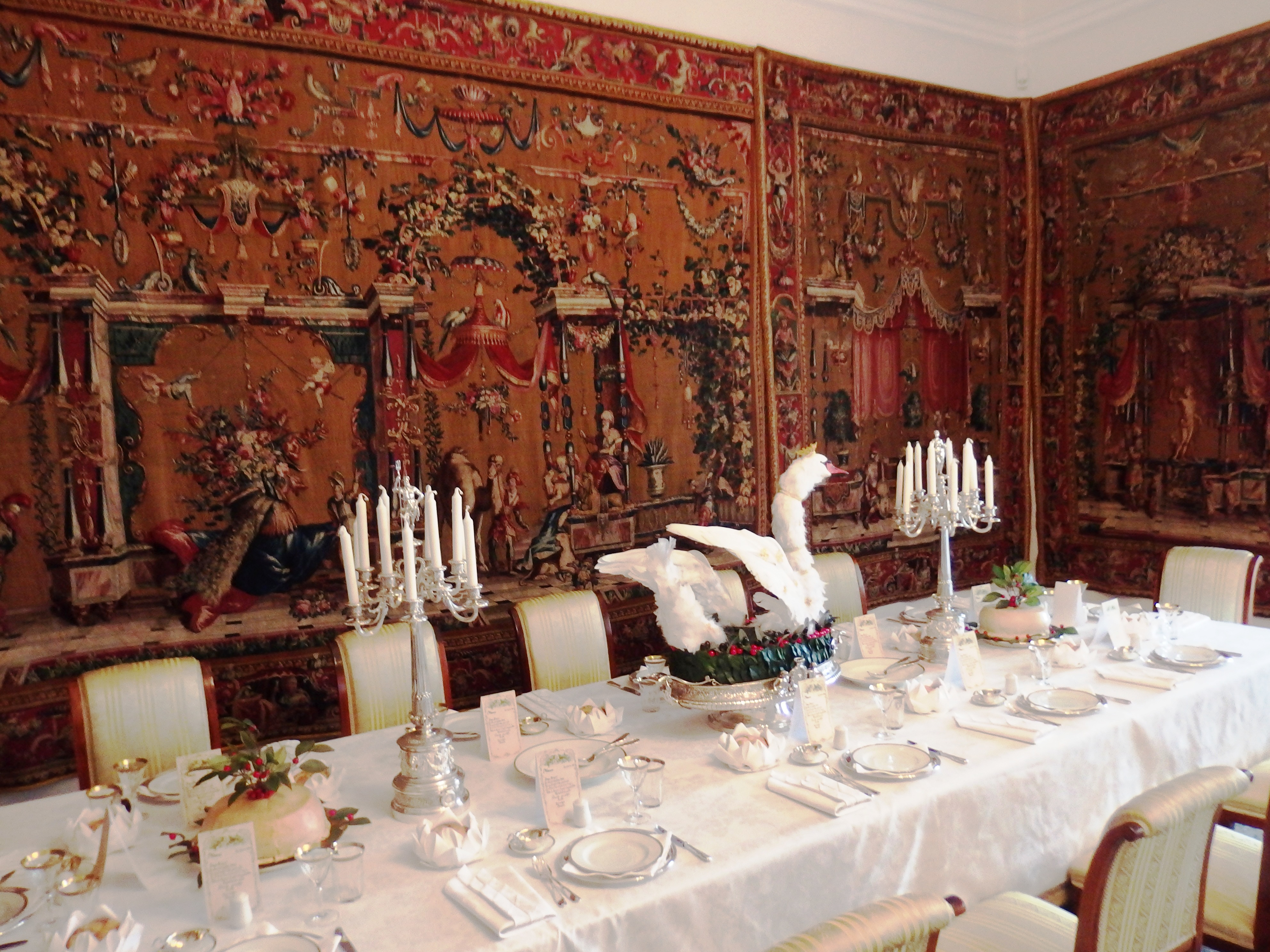
Tapisérie s groteskními motivy

## Ve filmu
- Kouzelný měšec (1996, režie Václav Vorlíček)